# Green County (Kentucky)
Green County is een county in de Amerikaanse staat Kentucky.
De county heeft een landoppervlakte van 748 km² en telt 11.518 inwoners (volkstelling 2000). De hoofdplaats is Greensburg.